# Jan Molenaar (burgemeester)
Johannes Cornelis (Jan) Molenaar (Uitgeest, 26 augustus 1914 – Den Bosch, 6 december 2002) was een Nederlands politicus van de  KVP.
Hij is onder meer werkzaam geweest bij de gemeentesecretarie in zijn geboorteplaats Uitgeest voor hij ging werken bij de gemeente Amsterdam. Molenaar was daar referendaris en hoofd van de afdeling onderwijs voor hij in mei 1957 benoemd werd tot burgemeester van de West-Friese gemeente Wervershoof. In augustus 1964 volgde zijn benoeming tot burgemeester van Rosmalen wat hij zou blijven tot zijn pensionering in september 1979. Daarnaast is hij lid geweest van de Provinciale Staten van Noord-Brabant. Molenaar overleed eind 2002 op 88-jarige leeftijd.